# 韦罗高速公路
韦庄至罗敷高速公路，简称韦罗高速，是陕西省“2367”高速公路网纵线之一“榆商线”的组成部分，以及陕西省级高速澄商高速公路（S13）的重要路段。线路北起陕西省渭南市蒲城县永丰镇，顺接澄韦高速公路，向南与京昆高速公路交叉，经蒲城县、大荔县、华阴市的11个镇，止于华阴市罗敷镇沙道村，与连霍高速公路相交。由陕建集团、陕建机施集团联合体以BOT模式投资、建设、运营。于2012年2月7日开工建设，2022年9月29日建成通车。

## 工程规模
主线全长53.741公里，采用双向四车道高速公路标准建设，设计速度100公里/小时，路基宽度为26米，主线共设桥梁总长6649.5米，其中特大桥4527米/1座（渭河特大桥）、大桥2056.5米/5座（柳家庄大桥、东雷灌渠大桥、洛惠中干－支渠大桥、洛河大桥等）、中桥66米/1座、小桥3座，占路线长度的12.37%，涵洞24道，设永丰（枢纽）、大荔、官池、田家堡（枢纽）互通式立交4处，初设分离式立交17处，天桥16处，通道97处。全线设1处监控通信分中心（大荔），2处匝道收费站（大荔、管池）、1处连接线匝道收费站（永丰），1处养护工区（大荔），1处服务区（大荔），其中监控通信分中心、养护工区与大荔匝道收费站合设。项目总投资34.35亿元人民币。
桥涵设计汽车荷载采用公路－Ⅰ级标准，设计洪水频率1/100（特大桥1/300），其它指标按《公路工程技术标准》（JTG B01-2003）规定执行。大荔立交连接线长2.022公里，永丰立交连接线长3.920公里、官池立交连接线长3.293公里。其中，大荔立交连接线采用一级公路技术标准，路基宽度24.5米，官池立交连接线采用二级公路技术标准，路基宽度12米，永丰立交连接线由主线向北延伸的半幅高速路（13米）和连接省道106的二级公路（12米）组成。

## 建设历程
2004年10月22日，韦罗高速公路项目在大荔签约，计划总投资16亿元人民币，2005年上半年开工，2008年全线竣工。但实际却迟迟未能开工。
2009年11月，陕西省人民政府同意以BOT方式建设韦罗高速公路项目。2010年7月，渭南市交通运输局通过公开招标确定中交通力与中扶创兴投资担保组成的联合体为项目投资人，并于2010年8月与投资人成立的项目公司陕西渭南韦罗高速公路有限公司签订《特许经营合同》，由陕西渭南韦罗高速公路有限公司负责该项目的建设和运营，项目建设期3年，运营期29.5年。2010年12月，陕西省发改委以陕发改基础〔2010〕2145号文件核准批复了该项目。2011年9月27日，陕西省交通运输厅以陕交函〔2011〕636号文件批复同意了韦罗高速公路初步设计。2012年2月7日，韦罗高速公路开工典礼在大荔县举行。2014年底，因韦罗公司资金链断裂，项目全线实质性停工。
2016年10月，经过多方努力，召开了项目复工推进会，促成韦罗高速公路项目部分路段陆续开始复工。2016年11月底，因韦罗公司融资遇到困难，加之进入深冬，项目再次停工。2017年初，韦罗公司以项目运营后优先偿还垫资的方式，引入四川路桥建设集团独家垫资完成全线后续工程，后来却不了了之。2017年底，在各方的大力支持和不懈努力下，韦罗公司与道隧集团工程有限公司就项目后续建设事宜达成了共识，并签署施工总承包协议，由道隧集团工程有限公司负责韦罗高速公路项目剩余工程建设任务。5月18日，项目复工仪式在大荔召开，施工单位正式开始复工建设。2018年10月，因韦罗公司融资能力不足，项目建设资金缺口较大，资金落实不到位，加之渭南地区环保专项督查影响，地材供应紧张等问题，项目再次陷入停工状态。2019年2月，韦罗公司因资金断链，经渭南市人民政府研究同意与韦罗公司解除《特许经营合同》，韦罗高速项目将重新组织招标确定新的投资建设主体。同年5月，经招标确定道隧集团工程有限公司为新的投资建设主体，负责韦罗高速公路建设。
2021年4月2日，渭南市交通运输局重新对韦罗高速公路BOT项目进行招标，以完成对剩余工程的续建。同年5月8日，陕西建工集团、陕西建工机械施工集团组成的联合体中标成为新的项目投资人，并注册成立了陕西建工榆商高速渭南段发展有限公司负责建设运营。7月22日，陕西交通公路设计研究院成为项目续建工程勘测设计中标人。
2022年6月7日，陕建集团与陕西交通控股集团签署韦罗高速公路项目委托运营服务框架协议。9月26日，陕西省人民政府批复同意韦罗高速公路设站收取车辆通行费。9月27日，陕西省交通运输厅发布韦罗高速公路设站收费通告。
2022年9月29日，韦罗高速公路与澄韦高速公路同步建成通车。10月23日，韦罗高速公路的运营管理服务正式委托给陕西交通控股集团。

## 车辆通行费
韦罗高速公路纳入陕西省高速公路网，按照ETC全国联网收费技术要求，实行以电子不停车ETC收费为主、人工收费为辅的收费方式。收费期限为30年，自2022年9月29日至2052年9月28日。若国家收费政策调整，从其规定。

### 客车
| 类别 | 车辆类型       | 核定载人数 | 说明                                             | 道路费率标准（元/车·公里） |
| ---- | -------------- | ---------- | ------------------------------------------------ | -------------------------- |
| 1类  | 微型、小型     | ≤9         | 车长小于6000mm且核定载人数不大于9人的载客汽车    | 0.60                       |
| 2类  | 中型乘用车列车 | 10-19—     | 车长小于6000mm且核定载人数为10-19人的载客汽车—   | 1.06                       |
| 3类  | 大型           | ≤39        | 车长不小于6000mm且核定载人数不大于39人的载客汽车 | 1.36                       |
| 4类  | 大型           | ≥40        | 车长不小于6000mm且核定载人数不小于40人的载客汽车 | 1.63                       |

### 货车及专项作业车
| 类别 | 总轴数（含悬浮轴） | 说明                                         | 道路费率标准（元/车·公里） |
| ---- | ------------------ | -------------------------------------------- | -------------------------- |
| 1类  | 2                  | 车长小于6000mm且最大允许总质量小于4500kg     | 0.60                       |
| 2类  | 2                  | 车长不小于6000mm且最大允许总质量不小于4500kg | 1.08                       |
| 3类  | 3                  | —                                            | 1.74                       |
| 4类  | 4                  | —                                            | 2.11                       |
| 5类  | 5                  | —                                            | 2.32                       |
| 6类  | 6                  | —                                            | 2.45                       |

大件运输车辆的道路收费标准和桥隧加收标准，以1类货车收费标准为基数，7轴收费系数为7，7轴以上按每增加一轴增加收费系数1，依此类推，最高至15轴。15轴以上收费系数统一按15轴执行。

## 沿线设施列表
| 地区                                                                                         | 里程 | 类型                              | 名称       | 连接              | 说明 |
| -------------------------------------------------------------------------------------------- | ---- | --------------------------------- | ---------- | ----------------- | ---- |
| 渭南市 蒲城县                                                                                |      | 枢纽                              | 永丰枢纽   | 西禹高速 澄韦高速 |      |
| 渭南市 大荔县                                                                                |      | 停车场 · 加油设施 · 修车站 · 餐厅 | 大荔服务区 | 大荔服务区        |      |
| 渭南市 大荔县                                                                                |      | 出入口                            | 大荔       | 242国道           |      |
| 渭南市 大荔县                                                                                |      | 出入口                            | 大荔南     | 242国道           |      |
| 县界                                                                                         |      | 河流 · 桥梁                       | 渭河特大桥 | 渭河特大桥        |      |
| 渭南市 华阴市                                                                                |      | 枢纽                              | 田家堡枢纽 | 西潼高速          |      |
| 1.000 英里 = 1.609 千米；1.000 千米 = 0.621 英里 并行路段 • 已关闭／取消 • 限制进入 • 未开放 |      |                                   |            |                   |      |